# Cây bách của Abarkuh

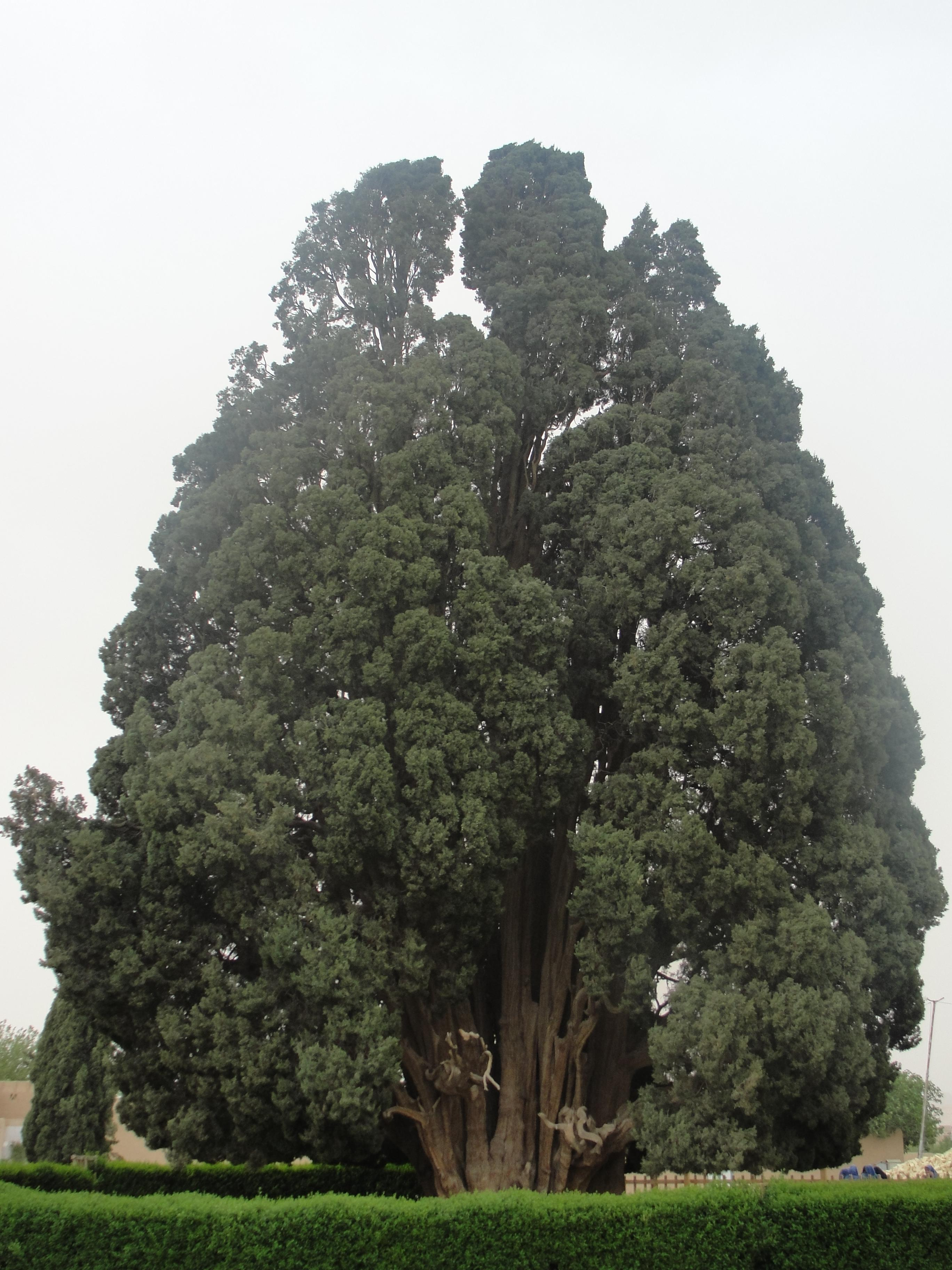
Cây bách của Abarkuh

Cây bách của Abarkuh (tiếng Ba Tư: سرو ابرکوه Sarv-e Abarkuh), là một cây Cupressus sempervirens ở Abarkuh thuộc tỉnh Yazd của Iran. Nó được Tổ chức Di sản Văn hóa Iran bảo vệ như một di tích tự nhiên quốc gia và thực sự là một điểm thu hút khách du lịch lớn với chiều cao 25 mét và với chu vi 11,5 mét ở thân cây và cao hơn 18 mét xung quanh các nhánh của nó. Nó được ước tính là già hơn bốn thiên niên kỷ và có khả năng là sinh vật lâu đời nhất hoặc lâu đời thứ hai ở châu Á.
Cây bách này được phỏng đoán là già từ 4.000 cho đến 5.000 năm, nhưng khó mà có thể nói chính xác tuổi thật của nó. Các điều kiện thiên nhiên thích hợp của vị trí cây được cho là lý do mà nó sống lâu đến vậy.
Có một truyền thuyết về cây, nói rằng cây đầu tiên được trồng bởi Zoroaster. 31°7′21,3″B 53°16′47,05″Đ / 31,11667°B 53,26667°Đ 